# Wilhelm Zellner
Wilhelm Zellner (* 1932 in Frankenmarkt) ist ein österreichischer Bauingenieur. 

## Werdegang
Zellner besuchte die Staatsbauschule in Salzburg, war zwei Jahre in einem Ingenieurbüro in Bern tätig und studierte dann von 1953 bis zum Diplom 1960 Bauingenieurwesen an der TH Wien. Danach war er zwei Jahre in der Bauüberwachung beim Neubau der Autobahntalbrücke Brenntenmaiss bei Wien beschäftigt.
Zellner trat 1962 in das Ingenieurbüro Leonhardt, Andrä und Partner (LAP) ein und wurde enger Mitarbeiter von Wolfhardt Andrä. 1970 wurde er Partner bei LAP, 
und 1997 ging er in den Ruhestand.

## Projekte
Mit Wolfhardt Andrä bearbeitete er die rechtsrheinischen Zu- und Abfahrten der Kniebrücke Düsseldorf und die Kurt-Schumacher-Brücke (Mannheim) (1972). Die Kabel dieser Brücke wurden damals wegen ihres Gewichts erstmals als Paralleldrahtbündel vor Ort produziert, während der Träger im Vorbau hergestellt wurde. Ebenfalls mit Andrä entwarf er die Moseltalbrücke (A 61) Dieblich-Winningen. 
Weitere seiner Projekte sind der Europaturm in Frankfurt am Main, die Cable Bridge (Pasco-Kennewick-Brücke, die erste große Beton-Schrägseilbrücke in den USA, mit Fritz Leonhardt und Holger Svensson) und die East End Bridge (Ohio).